# Trox dohrni
Trox dohrni är en skalbaggsart som beskrevs av Edgar von Harold 1871. Trox dohrni ingår i släktet Trox och familjen knotbaggar. Inga underarter finns listade i Catalogue of Life.